# Errhomus similis
Errhomus similis är en insektsart som beskrevs av Paul W. Oman 1952. Errhomus similis ingår i släktet Errhomus och familjen dvärgstritar.

## Underarter
Arten delas in i följande underarter:
- E. s. zonarius
- E. s. sobrinus
- E. s. socius
- E. s. truncus
- E. s. relativus
- E. s. kahlotus
- E. s. confinis
- E. s. dubiosus
- E. s. medialis
- E. s. minutus
- E. s. nanus